# Erik Zürcher
Erik Zürcher (Utrecht, 13 de setembro de 1928 - Warmond, 7 de fevereiro de 2008) foi um sinólogo neerlandês, professor da Universidade de Leyden.
Em 1959 doutorou-se com a tese com o títuloThe Buddhist Conquest of China, the spread and adaptation of buddhism in early medieval China. Em 1962 tornou-se professor de história da Ásia Oriental na Universidade de Leyden. Em 1969 criou o Centro Documental da China Moderna no Instituto de Estudos Chineses desta universidade.
De 1974 a 1990 presidiu a este instituto, dirigindo o departamento de língua chinesa e foi redator-chefe da revista Thongbao. As suas pesquisas sobre o desenvolvimento do budismo na China entre os séculos IV e V são referências para os especialistas nesta área. 
Erik Zürcher foi pai do turcólogo Erik-Jan Zürcher (nascido em Leyden em 15 de março de 1953).

## Publicações
- The Buddhist Conquest of China. The Spread and Adaptation of Buddhism in Early Medieval China, Brill, Leiden 1959, 2 delen, vol. 1: Text, vol. 2: Notes, bibliography, indexes, (Sinica Leidensia, vol. 11).
- The Buddhist Conquest of China, Brill 1972;
- Bouddhisme, Christianisme et société chinoise, Julliard, Paris 1990, ISBN 2-260-00683-3.
- A Complement to Confucianism : Christianity and Orthodoxy in Late Imperial China, 1993, New york;
- Norms and the State in China (comme éditeur), Brill 1993
- Time and Space in Chinese Culture (comme éditeur), Brill 1995